# Список великих пенсіонаріїв
Список великих пенсіонаріїв — перелік очільників штатів графства (провінції) Голландія. Спочатку називалися ландсадвокатами (посаду започатковано 1480 року). З 1619 року змінив назву на великий пенсіонарій. Існували великі пенсіонарії Голландії й Зеландії. Посаду остаточно скасовано 1806 року.

## Великі пенсіонарії Голландії

### Під владою Габсбургів
| Портрет | Прізвище (роки життя)                  | Термін        | Термін           |
| ------- | -------------------------------------- | ------------- | ---------------- |
|         | Бартот ван Ассендельфт (1440—1502)     | 1480          | 1489             |
|         | Ян Боувенз (1452—1514)                 | 1489          | 1494             |
|         | Бартот ван Ассендельфт (ca. 1440—1502) | 1494          | 1497             |
|         | Франс Кубел ван дер Лоо (1470—1532)    | 1500          | 1513             |
|         | Альбрехт ван Лоо (1470—1532)           | 1513          | 1524             |
|         | Арт ван дер Гус (1475—1545)            | травень 1525  | січень 1544      |
|         | Адріан ван дер Гус (1505—1560)         | 30 січня 1544 | 5 листопада 1560 |
|         | Якоб ван дер Енде (1515—1570)          | 1560          | 1568             |

### ПеріодРеспубліки Сполучених провінцій
| Портрет | Портрет | Прізвище (роки життя)                   | Термін           | Термін            |
| ------- | ------- | --------------------------------------- | ---------------- | ----------------- |
|         |         | Пауль Буйс (1531—1594)                  | 1572             | 16 березня 1584   |
|         |         | Йоган ван Олденбарневелт (1547—1619)    | 16 березня 1586  | 12 травня 1619    |
|         |         | Андрес де Вітт (1573—1637)              | 12 травня 1619   | 1621              |
|         |         | Антоні Дуйк (1560—1629)                 | 1621             | 1629              |
|         |         | Якоб Катс (1577—1660)                   | 1629             | 1631              |
|         |         | Адріан Пау (1585—1653)                  | 1631             | 1636              |
|         |         | Якоб Катс (1577—1660)                   | 1636             | 1651              |
|         |         | Адріан Пау (1585—1653)                  | 1651             | 30 July 1653      |
|         |         | Ян де Вітт (1625—1672)                  | 30 липня 1653    | 4 серпня 1672     |
|         |         | Гаспар Фагель (1634—1688)               | 20 серпня 1672   | 5 грудня 1688     |
|         |         | Міхель тен Гоф (1640—1689)              | 5 грудня 1688    | 24 березня 1689   |
|         |         | Антоні Гайнзій (1641—1720)              | 27 травня 1689   | 3 серпня 1720     |
|         |         | Ісаак ван Горнбек (1655—1727)           | 12 вересня 1720  | 17 червня 1727    |
|         |         | Симон ван Слінгеландт (1664—1736)       | 17 липня 1727    | 1 грудня 1736     |
|         |         | Антоні ван дер Гайм (1693—1746)         | 4 квітня 1737    | 7 липня 1746      |
|         |         | Вілльям Вуйс (1661—1749)                | 7 липня 1746     | 23 вересня 1746   |
|         |         | Якоб Жиль (1691—1765)                   | 23 вересня 1747  | 18 червня 1749    |
|         |         | Пітер Стейн (1706—1772)                 | 18 червня 1749   | 5 листопада 1772  |
|         |         | Пітер ван Влайсвік (1724—1790)          | 18 червня 1772   | 5 листоппада 1787 |
|         |         | Лоренс Пітер ван де Шпігель (1736—1800) | 9 листопада 1787 | 9 лютого 1795     |

## Зеландія

### ПеріодРеспубліки Сполучених провінцій
| Портрет | Портрет | Прізвище (роки життя)                    | Термін            | Термін            |
| ------- | ------- | ---------------------------------------- | ----------------- | ----------------- |
|         |         | Крістоффел Рулз (1540—1597)              | 3 липня 1578      | 18 травня 1597    |
|         |         | Йоганн ван дер Марк (died 1615)          | 25 березня 1599   | 24 листопада 1614 |
|         |         | Боніфацій де Йонге (1567—1625)           | 18 лютого 1615    | червня 1625       |
|         |         | Йоганн Борель (1577—1629)                | 28 жовтня 1625    | 1 листопада 1629  |
|         |         | Будевін де Вітт                          | 19 лютого 1630    | 23 березня 1641   |
|         |         | Корнеліс Адріансен Ставенізе (1595—1649) | 19 квітня 1641    | 28 травня 1649    |
|         |         | Йоганн де Брюн (1589—1658)               | 16 серпня 1649    | 7 листопада 1658  |
|         |         | Адріан Вет (1608—1663)                   | 29 листопада 1658 | 25 листопада 1663 |
|         |         | Пітер де Юбер (1622—1697)                | 19 березня 1664   | 9 жовтня 1687     |
|         |         | Якоб Верхейє (1640—1718)                 | 10 жовтня 1687    | 16 серпня 1718    |
|         |         | Гаспар ван Кіттерс (1674—1734)           | 28 листопада 1718 | 28 вересня 1734   |
|         |         | Дігнус Франсу Кетлер (1674—1750)         | 2 листопада 1734  | 23 березня 1750   |
|         |         | Йоганн пітер Рекксштут (1701—1756)       | 31 березня 1751   | 31 січня 1756     |
|         |         | Якоб дю Бон (1695—1760)                  | 3 січня 1757      | 1 червня 1760     |
|         |         | Вілльям ван Кіттерс (1723—1802)          | 15 грудня 1760    | 25 травня 1766    |
|         |         | Адріан Стенграхт (1731—1770)             | 26 травня 1766    | 6 травня 1770     |
|         |         | Йоганн Марин Чалмерс (1720—1796)         | 13 серпня 1770    | 12 травня 1785    |
|         |         | Лоренс Пітер ванде Шпігель (1737—1800)   | 22 вересня 1785   | 24 квітня 1788    |
|         |         | Вілльям Арнольд ван Кіттерс (1741—1811)  | 25 квітня 1788    | 1795              |

## Великі пенсіонарії Батавської республіки
| Портрет | Прізвище (роки життя)                | Термін         | Термін         | Фракція     |
| ------- | ------------------------------------ | -------------- | -------------- | ----------- |
|         | Рутгер Ян Схіммелпеннінк (1761—1825) | 15 травня 1805 | 4 червня 1806  | Помірковані |
|         | Карел де Вос ван Стенвік (1759—1830) | 4 червня 1806  | 18 червня 1806 | Федералісти |